# هیدجی اوتاکی
هیدجی اوتاکی (انگلیسی: Hideji Ōtaki؛ ۶ ژوئن ۱۹۲۵ – ۲ اکتبر ۲۰۱۲) هنرپیشه اهل ژاپن بود.